# Thierry Bollin
Thierry Bollin (11 januari 2000) is een Zwitsers voormalig zwemmer.

## Carrière
In 2015 nam hij deel aan het Olympisch Jeugdfestival. In 2016 nam hij deel aan het EK voor junioren in Hodmezovasarhely waar hij zevende werd in de finale van de 50m rugslag. In 2017 nam hij opnieuw deel ditmaal in Netanya en won brons op de 100m rugslag en op de 50m rugslag werd hij zesde in de finale. Hij nam dat jaar voor het eerst deel bij de senioren en behaalde een twaalfde plaats op de 50m rugslag. In 2018 was hij opnieuw actief op het EK voor junioren ditmaal in Helsinki, hij behaalde een bronzen medaille op de 50m rugslag en op de 100m rugslag werd hij 8e in de finale. Op het WK kortebaan strandde hij steeds in de reeksen, op het EK langebaan was zijn beste resultaat een 15e plaats op de 50m rugslag. 
In 2019 nam hij deel aan het WK langebaan waar hij 21e werd op de 50m rugslag. Op het EK kortbaan van dat jaar was zijn beste resultaat een 16e plaats op de 100m rugslag. In 2021 nam hij deel aan het EK langebaan waar hij een 24e en 26e plaats behaalde op de 50m en de 100m rugslag. Hij wist zich niet te kwalificeren voor de Olympische Spelen in Tokio. In 2022 nam hij niet deel aan het WK langebaan.

## Internationale toernooien
| Jaar | Olympische Spelen                         | WK langebaan                              | WK kortebaan                                                                                     | EK langebaan                                                                        | EK kortebaan                                                                                   |
| ---- | ----------------------------------------- | ----------------------------------------- | ------------------------------------------------------------------------------------------------ | ----------------------------------------------------------------------------------- | ---------------------------------------------------------------------------------------------- |
| 2017 |                                           | geen deelname                             |                                                                                                  |                                                                                     | 12e 50m rugslag 23e 100m rugslag 44e 50m vlinderslag 18e 4x50m vrije slag 12e 4x50m wisselslag |
| 2018 |                                           |                                           | 22e 50m rugslag 32e 100m rugslag 12e 4x50m vrije slag 12e 4x50m wisselslag 13e 4x100m wisselslag | 15e 50m rugslag 30e 100m rugslag 11e 4x100m wisselslag 7e 4x100m wisselslag gemengd |                                                                                                |
| 2019 |                                           | 21e 50m rugslag                           |                                                                                                  |                                                                                     | 59e 100m vrije slag 25e 50m rugslag 16e 100m rugslag 14e 4x50m wisselslag                      |
| 2020 | Geen toernooien vanwege de coronapandemie | Geen toernooien vanwege de coronapandemie | Geen toernooien vanwege de coronapandemie                                                        | Geen toernooien vanwege de coronapandemie                                           | Geen toernooien vanwege de coronapandemie                                                      |
| 2021 | geen deelname                             |                                           | geen deelname                                                                                    | 24e 50m rugslag 26e 100m rugslag                                                    | geen deelname                                                                                  |
| 2022 |                                           | geen deelname                             | 17e 50m rugslag 10e 100m rugslag                                                                 | geen deelname                                                                       |                                                                                                |
| 2023 |                                           | geen deelname                             |                                                                                                  |                                                                                     | 50m rugslag · 12e 100m rugslag                                                                 |
| 2024 | 42e 50m vrije slag 26e 100m rugslag       | 8e 50m rugslag 10e 4x100m wisselslag      | geen deelname                                                                                    | 10e 50m rugslag 11e 100m rugslag 10e 4x100m wisselslag                              |                                                                                                |